# Silly-en-Gouffern
Silly-en-Gouffern è un comune francese di 434 abitanti situato nel dipartimento dell'Orne nella regione della Normandia.

## Società

### Evoluzione demografica
Abitanti censiti